# Juraj Joanik Bazilovič
Protoigumen Joannik Bazilovič (1742 Hlivištia – 1821 Užhorod) byl řeckokatolický protoigumen, církevní historik, jeden z prvních historiků Podkarpatské Rusi.
Narodil se ve vsi Hlivištia na východním Slovensku, vzdělání se mu dostalo v Užhorodu a v Košicích. Dlouhých 38 let byl protoigumenem mukačevského monastýru svatého Mikuláše. Při pořádání klášterní knihovny a archivu diecéze se seznámil s množstvím dokumentů, které se staly základem pro napsání několika prací o historii Podkarpatí. Nejlepší z nich je latinský Krátký popis nadace Theodora Koriantoviče (Brevis notitia fundationis Theodori Koriatovics) rozdělený do dvou dílů vydaných v Košicích. Jsou nejstaršími známými díly podkarpatského autora, první díl byl vydán v roce 1799, druhý vyšel v letech 1804–1805. Bazilovičova díla jsou památkou karpatoruské kultury obecně a historické vědy zvláště, jsou základem poznání historie a duchovního života Podkarpatí.
Bazilovič zemřel roku 1821 v Užhorodu a je pochován v Mukačevském monastýru.

## Stručný popis nadace Teodora Koriatoviče
Kniha byla napsána s úmyslem prokázat majetek, kterým kníže Teodor Koriatovič obdaroval Mukačevský monastýr na konci čtrnáctého a počátkem patnáctého století, a zajistit ochranu před útoky katolického duchovenstva v Uhrách. Bazilovič argumentoval, že monastýr je pozemkovým vlastníkem na základě dávných privilegií, že duchovenstvo ortodoxní církve uznává podmínky rovnosti ortodoxní a katolické církve, že Rusíni jsou původní obyvatelstvo od pradávna žijící na území moderního Zakarpatska. Knihy shrnují historii litevsko-ruského rodu Koriatovičů, působení knížete Teodora v Zakarpatí od poloviny XIV. do počátku XV. století, historii kláštera a Mukačevské diecéz až do roku 1798, to vše představují v těsné souvislosti se sekulární historií regionu. Vědecká hodnota práce tkví především v tom, že autor přinesl významné zdroje – desítky dopisů, výsad a reskriptů uherských králů, papežské buly, nejrůznější příkazy mukačevských biskupů atd. a jako jeden z prvních v historiografii vznesl otázku etnogeneze Slovanů a původu autochtonních Rusínů v Podkarpatí.